# Olympische Winterspiele 2002/Teilnehmer (Dänemark)
| Gelbes Symbol für Goldmedaillen mit stilisierten Olympischen Ringen | Graues Symbol für Silbermedaillen mit stilisierten Olympischen Ringen | Braundes Symbol für Bronzemedaillen mit stilisierten Olympischen Ringen |
| ------------------------------------------------------------------- | --------------------------------------------------------------------- | ----------------------------------------------------------------------- |
| —                                                                   | —                                                                     | —                                                                       |

Dänemark nahm an den Olympischen Winterspielen 2002 im US-amerikanischen Salt Lake City mit elf Athleten teil.
Es war die zehnte Teilnahme Dänemarks an Olympischen Winterspielen.

## Flaggenträger
Der Curler Ulrik Schmidt trug die Flagge Dänemarks während der Eröffnungsfeier.

## Übersicht der Teilnehmer

### Curling
Frauen
- 8. Platz
- Lene Bidstrup
- Malene Krause
- Avijaja Lund Järund
- Lisa Richardson
- Susanne Slotsager

Männer
- 7. Platz
- Frants Gufler
- Brian Hansen
- Lasse Lavrsen
- Ulrik Schmidt
- Carsten Svensgaard

### Freestyle-Skiing
Frauen
- Anja Bolbjerg
Buckelpiste: 15. Platz